# Popis hrvatskih veleposlanika u Ekvadoru
Republika Hrvatska i Republika Ekvador održavaju diplomatske odnose od 22. veljače 1996. Sjedište veleposlanstva je u Santiagu.

## Veleposlanici
Hrvatska nema rezidentno veleposlanstvo u Ekvadoru. Veleposlanstvo Republike Hrvatske u Republici Čile pokriva Višenacionalnu Državu Boliviju, Ekvador i Republiku Peru.
| Veleposlanik   | Postavljenje       | Opoziv              | Sjedište          |
| -------------- | ------------------ | ------------------- | ----------------- |
| Vesna Terzić   | 30. kolovoza 2011. | 31. srpnja 2013.    | Santiago de Chile |
| Nives Malenica | 19. svibnja 2014.  | 31. listopada 2018. | Santiago de Chile |

## Vanjske poveznice
- Ekvador na stranici MVEP-a